# Yannis Ritsos
Yannis Ritsos  (Γιάννης Ρίτσος, Monemvasia, Grecia; 1 de mayo de 1909-Atenas, 11 de noviembre de 1990) fue un poeta y político griego. Su obra más famosa es Grecidad (Romiosini, Ρωμιοσύνη), la cual fue musicalizada por Mikis Theodorakis al igual que To Axion Esti de Odysseas Elytis.
Tanto Ritsos como Elytis y Séferis pertenecen a la Generación del 30 y son considerados los tres poetas griegos más importantes del siglo XX, siendo él el único en no recibir el Premio Nobel de Literatura. A cambio, fue el único de los tres en recibir el Premio Lenin de la Paz. Por su reconocida militancia comunista, su obra fue prohibida en varias ocasiones en su país, especialmente durante las Dictaduras de Metaxas y de Papadopoulus.

## Biografía

### Primeros años

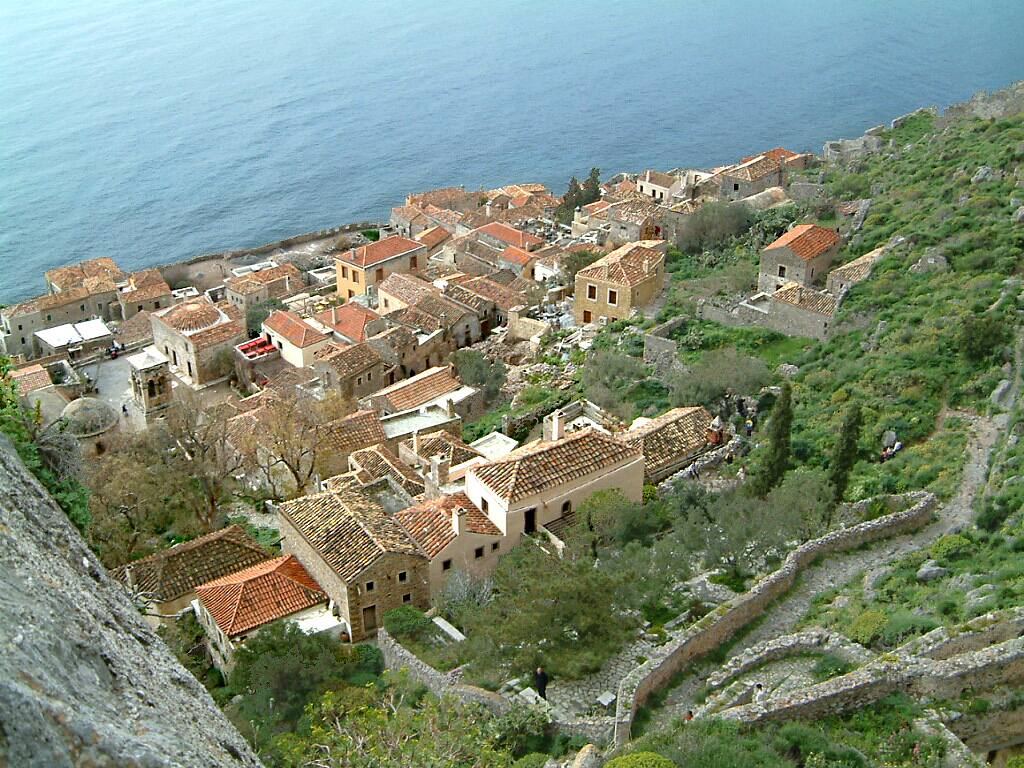
Monemvasia, pueblo natal del poeta.

Ritsos nació en 1909 en Monemvasia, pueblo ubicado en la Península del Peloponeso. Siendo el menor de cuatro hermanos, su infancia fue en el seno de una familia terrateniente, que sin embargo se empobreció durante su juventud. Su madre y hermano murieron de tuberculosis cuando Ritsos contaba doce años. Luego, el padre enfermó y, después de ser declarado enfermo mental, fue encerrado en un Hospital Siquiátrico en el cual coincidiría con una de las hermanas de Yannis, la más próxima en edad a él.
En vista a la dura situación familiar, a los dieciséis años, tras terminar sus estudios secundarios, se mudó a Atenas para estudiar en la Universidad y trabajar. Tuvo varios oficios, como actor, bailarín, mecanógrafo, bibliotecario y calígrafo, pero debió cesar con sus actividades debido a que, entre 1927 y 1931 estuvo aquejado de tuberculosis, la misma enfermedad que se llevó a algunos de sus seres queridos años atrás.
Es en este período, en el cual estuvo convaleciente en diversos sanatorios, en el que entra en contacto con intelectuales de izquierda, en un momento histórico que llamaba a definirse ideológicamente, debido a los avances del nazismo y la consolidación de la URSS. Es también durante esta época en la que comienza a conocer la poesía de vanguardia, adscribiéndose primeramente al futurismo soviético.

### Poeta y Militante

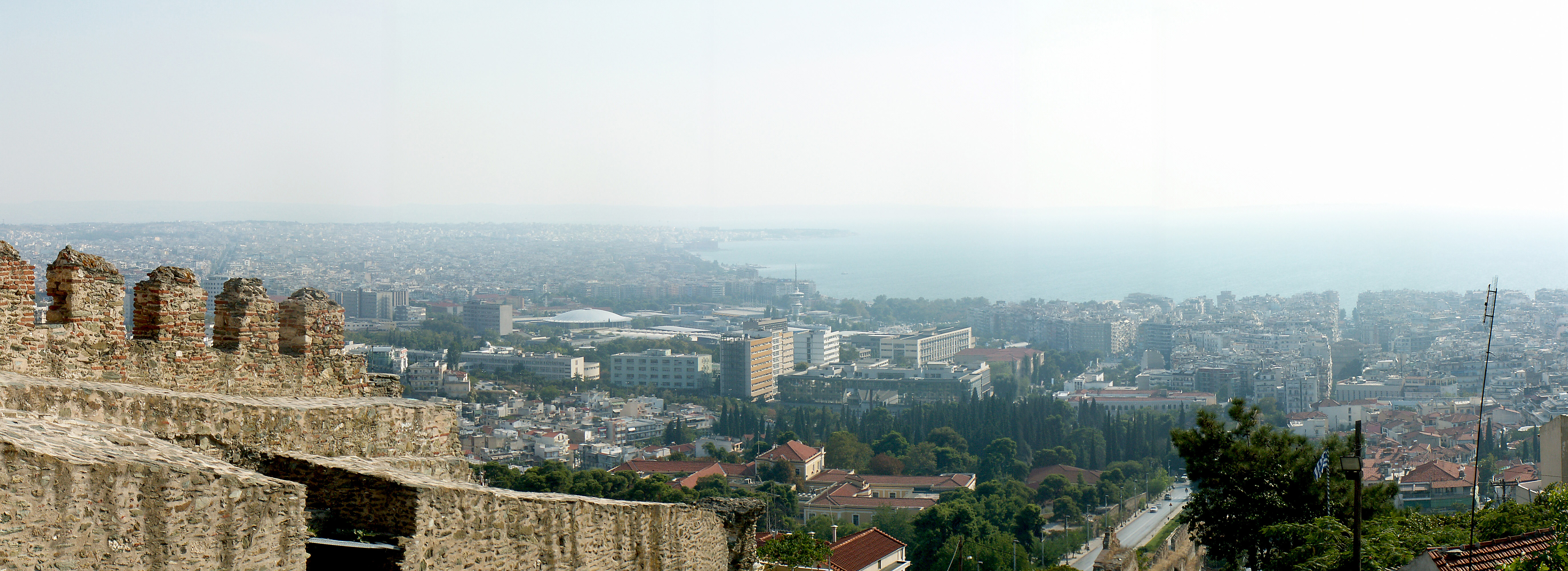
Vista panorámica de la actual Tesalónica, ciudad en la cual ocurrió en 1936 la manifestación obrera y la represión a esta que inspiraría a Ritsos para escribir "Epitafio".

Como fruto de su formación ideológica y coincidiendo con su recuperación, en 1931 comienza a militar en el KKE, el Partido Comunista Griego. Sin duda esta decisión marca el estilo de Ritsos, pues desde ese momento, su compromiso político y social caminará ya siempre en paralelo a su dedicación literaria y poética, en absoluta simbiosis, hasta el fin de sus días. Esto queda evidenciado en el estilo de Tractor (Τρακτέρ, Traktér), su primer libro, publicado en 1934 e imbuido en el realismo socialista de Vladimir Mayakovsky. En 1935, publica Pirámides (Πυραμίδες, Piramídes). Ambas obras muestran un frágil equilibrio entre la fe en el futuro, basado en sus ideales comunistas, y la desesperación personal.
En 1936, inspirado en los acontecimientos que tuvieron lugar en Grecia en aquel año, como huelgas, manifestaciones y enfrentamientos con la policía, publica su primera obra reconocida, Epitafio (Επιτάφιος, Epitáfios), en la cual habla sobre el llanto y el dolor de una madre que ha perdido a su hijo, asesinado por las fuerzas represivas, junto con los sentimientos del pueblo, provocados por las diez víctimas de una marcha de obreros en la ciudad de Tesalónica. Primeramente fueron publicados como poemas sueltos en el diario Rizospastis, del KKE. La acogida del público fue tan entusiasta que el periódico decidió editar los poemas en forma de libro con el título de Epitafio, en una tirada de 10 000 ejemplares que se agotaron enseguida.
En esta obra, si bien ocupa sus formas, rompe con la poesía griega tradicional y expresa, en un lenguaje claro y sencillo, un mensaje de unidad a su pueblo. Éste es un poema del que muchos griegos de entonces y de generaciones posteriores todavía conocen, al menos algunos trozos.

### Metaxas, la cárcel y el surrealismo

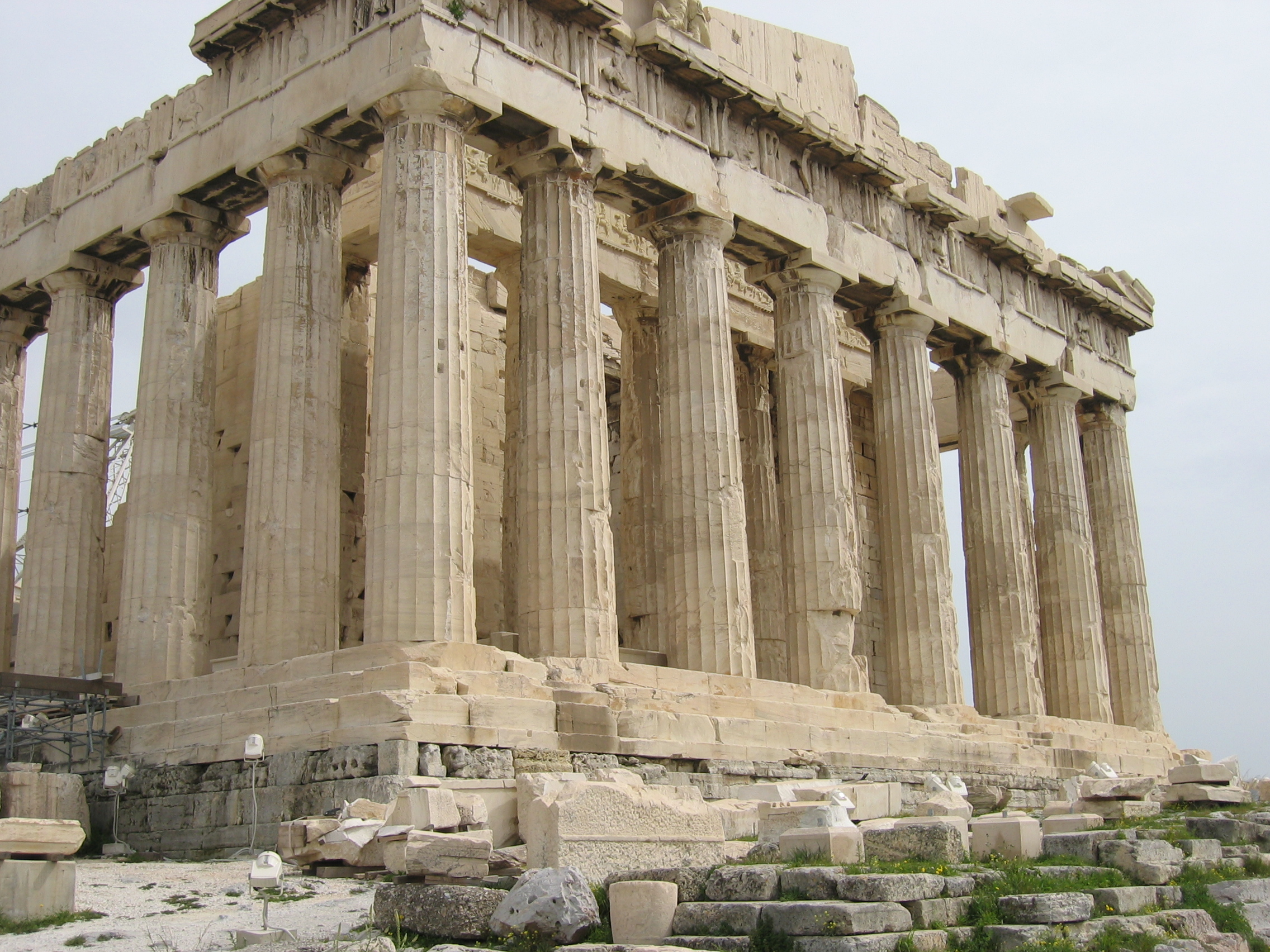
A los pies del Partenón, Metaxas mandó a quemar las copias de "Epitafio", poema de denuncia social y primer hito artístico de Ritsos.

El 4 de agosto de 1936, el general Ioannis Metaxás, en un golpe de Estado toma el poder y da inicio al período del `Fascismo  Griego, inspirado en el pensamiento de Mussolini. Junto con lo anterior, inició la persecución a la oposición, sobre todo a los sectores de izquierda. Como muestra de lo anterior, copias de Epitafio son quemadas al pie de la Acrópolis. Sería el primer capítulo de la incesante persecución hacia Ritsos y sus ideas durante toda su existencia.
En respuesta a lo anterior, el vate decide cambiar su estilo lírico. Explora las conquistas del Surrealismo, a través del acceso al dominio de los sueños, las asociaciones sorprendentes, la explosión de imágenes y símbolos, es decir, en el lirismo que muestra la angustia del poeta, recuerdos suaves y amargos a través de los cuales canaliza esta. Es durante este período que publica La Canción de mi Hermana (Το τραγούδι της αδελφής μου, To Tragúdi tis Adelfis mu) en 1937 y Sinfonía de la Primavera (Εαρινή συμφωνία, Eariní sinfonía) en 1938.

### La Segunda Guerra Mundial
En 1940, publica La Marcha del Océano (Το εμβατήριο του ωκεανού, To Embatírio tu Okeanú). El 28 de octubre del mismo año, Metaxas rechaza el ultimátum del embajador italiano en Atenas, Emanuele Grazzi, dando inicio a la Guerra greco-italiana, que conllevó la derrota de la Albania ocupada por Mussolini y luego, en mayo de 1941, finalizó con la ocupación de Grecia por las tropas alemanas, comenzando propiamente la Segunda Guerra Mundial en territorio helénico.
Ritsos decide unirse al Frente de Liberación Nacional (Εθνικό Απελευθερωτικό Μέτωπο, Ethniko Αpeleftherotiko Metopo), armado por el KKE, el cual fue el movimiento de resistencia más grande y activo de Grecia durante la guerra. Colaboró en labores de promoción cultural, sobre todo escribiendo poemas para los combatientes. De esta época son obras como Vieja Mazurca a Ritmo de Lluvia (Παλιά μαζούρκα σε ρυθμό βροχής, Paliá Mazúrka se Rithmό Brojís) (1943), La Prueba (Δοκιμασία, Dokimasía) (1943) y Nuestro Compañero (Ο σύντροφός μας, O Síntrofós Mas)(1945).

### La Guerra Civil y la Cárcel
En 1944 Grecia es liberada. Sin embargo, la monarquía griega debía recuperar el control del país, dominado por el Frente de Liberación, por lo que con el apoyo de Estados Unidos, comienza la guerra civil griega de 1946. Bajo este contexto, Ritsos, por su militancia, apoya al Frente e intensifica su compromiso político, por lo que en 1948 es encarcelado en los Campos de Concentración de Limnos, Agios Efstratios y Makronisos. Esta experiencia forja su carácter y su manera de ver su arte, así como su visión del mundo en general. En prisión, sigue escribiendo, naciendo obras como Distritos del Mundo (Οι γειτονιές του κόσμου, I Gitoniés tu Kósmu) (1951), en la cual declama acerca de los horrores que se produjeron durante la contienda. Si bien la Guerra terminó en 1949, no es hasta 1952, durante el gobierno de Alexandros Papagos, cuando recién es liberado.

### La Liberación y el Premio Nacional

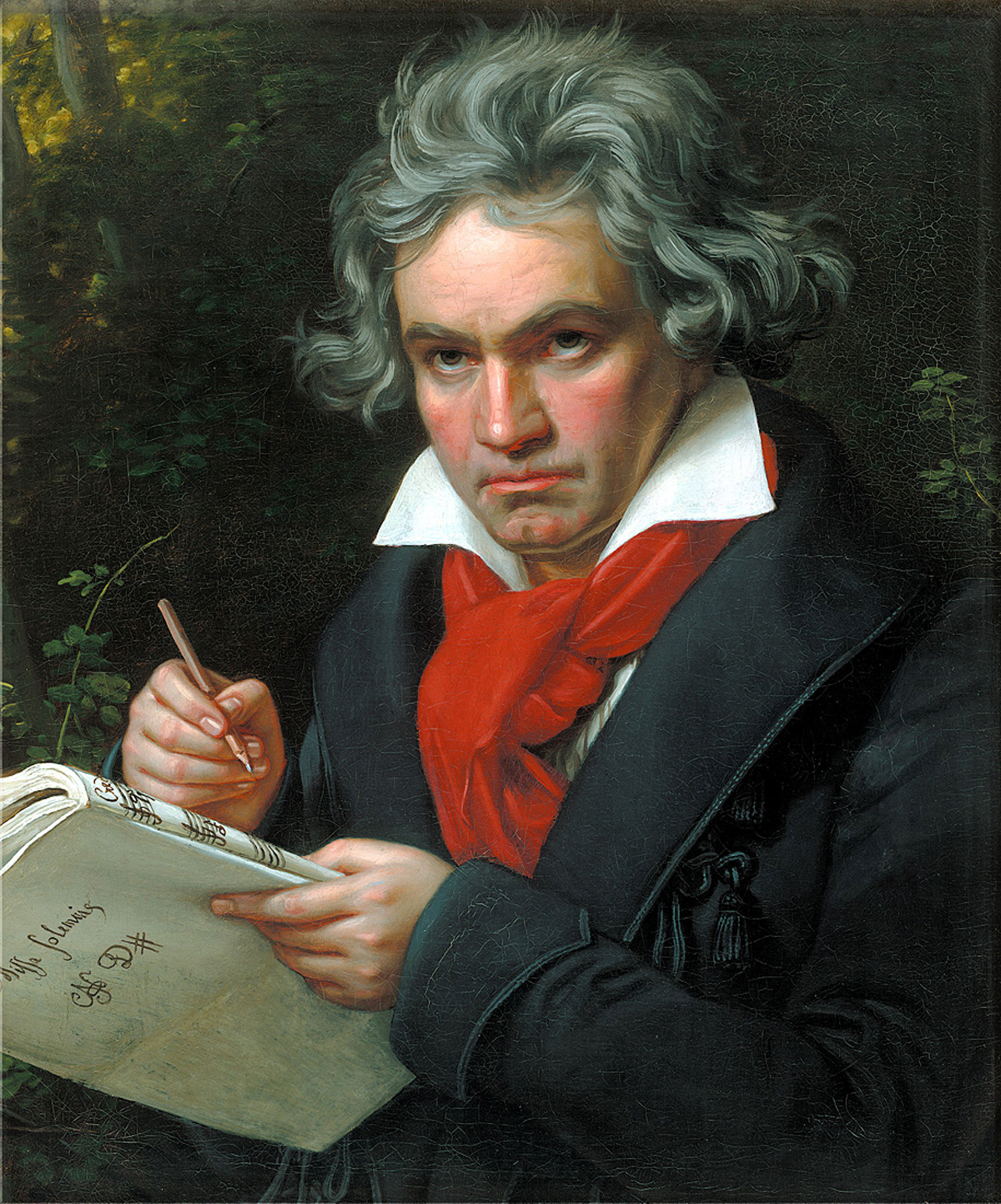
Ludwig Van Beethoven, compositor de la Sonata Claro de Luna.

Al tiempo de salir de prisión, luego de más de veinte años convulsos, vino la época de calma y reconocimientos. En 1954, se casa con Falitsa Yeorgiadis, quien se convertiría en el sostén emocional del poeta (y económico hasta la consolidación mundial de su obra). Un año más tarde, tienen una hija a la que llamaron Elefthería (Eλευθερία, Libertad).
Hasta este momento, su poesía había clamado contra el horror y la barbarie con una sintaxis de urgencia que no menoscababa su honda aspiración artística. Es durante esta época en la cual compone Sonata Claro de Luna (Η σονάτα του σεληνόφωτος, I Sonáta Tu Selinófotos), el cual es publicado en 1956 y representa el cenit de su madurez artística.
La Sonata es un largo poema en el que el sujeto poético es una mujer de edad que habla a un hombre joven con el constante ruego - "Deja que vaya yo contigo" - de que le acompañe a abandonar su vieja casa para contemplar la vida. En el fondo, es una alegoría, pues, del cansancio de la ruina y decadencia de un mundo, de un país y de una época. Es durante este año en el cual recibe el Premio Nacional Griego de Poesía por esta misma obra.

### El período mitológico yGrecidad

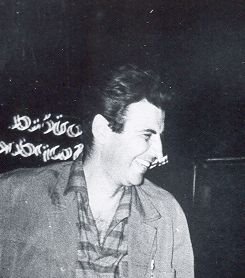
En 1959, el músico Mikis Theodorakis musicaliza "Epitafio". En 1966, haría lo propio con "Grecidad".

Sonata Claro de Luna marca el inicio de una etapa en la cual arranca una serie de monólogos dramáticos en torno a mitos y personajes de la antigüedad clásica, vinculándolos a la realidad contingente, tal como en su momento lo hiciera Kavafis, a quien años más tarde le dedicaría versos en 12 Poemas a Kavafis (12 ποιήματα για τον Καβάφη, 12 Piímata gia tu Kaváfi) (1962). “Cuando viene el extraño” (Οταν έρχεται ο ξένος, Otan Érjete o Xénos) (1958), “La vieja mujer y el mar” (Οι γερόντισσες κ' η θάλασσα, I Geróntisses ke i Thálassa) (1959) y “La casa muerta” (Το νεκρό σπίτι, To Nekró Spíti) (1962) son parte de esta etapa.
En 1959, Mikis Theodorakis musicaliza el poema Epitafio, siendo el inicio de la revolución cultural griega, en la cual se combinaron la música tradicional griega, la música clásica occidental y las líricas de los poetas locales, logrando, en muchos casos, sacar estos versos de los ámbitos intelectuales y difundirlos masivamente.
En 1966 publica Grecidad (Ρωμιοσύνη, Romiosini), un canto a la resistencia de lo guerrilleros comunistas durante la invasión nazi. En estos poemas se encuentra toda Grecia, la vieja, la pobre, sufrida y rabiosa Grecia de la invasión y la guerra civil. Es una nueva épica en la que los héroes clásicos han sido sustituidos por un héroe colectivo. Esta obra también es musicalizada por Theodorakis, quien dos años antes había hecho lo propio con To Axion Esti, la obra cumbre de Odysseas Elytis.

### La Dictadura de los Coroneles
A pesar de los años de calma, aún se venían para Ritsos años oscuros. Aún no se habían terminado para él los encarcelamientos ni las humillaciones. El 21 de abril de 1967, en plena Guerra Fría, un golpe de Estado encabezado por Georgios Papadopoulos instaura una dictadura proestadounidense en la cual se persiguió a la oposición política. Nuevamente la militancia y el compromiso social de Ritsos le hacen ir a prisión, en la época en la cual su frágil salud le volvía a jugar una mala pasada y comienza a padecer cáncer.
Entre 1967 y 1970, estuvo recluso en Yaros y Leros, islas verdaderamente inhóspitas, desde los que escribía rodeado de fusiles. Su quebrantada salud obliga a ingresarlo en un hospital de Atenas, y luego la Junta lo mantendrá confinado en arresto domiciliario en Samos. Al contrario de aminorarse, siguió creando desde la prisión.
Gracias a un preso que le hizo llegar un mensaje secreto de Theodorakis, pidiéndole unos poemas inspirados en la dura actualidad, Yannis Ritsos escribió Dieciocho cantares de la patria amarga (Δεκαοχτώ λιανοτράγουδα της πικρής πατρίδας, Dekaojtó Lianotráguda tis Pikrís Patrídas) (1973), unos poemas en metros tradicionales compuestos para ser cantados. De esta época son Perséfone, Agamennon, Ismene (Ισμήνη), Ajax y Chrysothemis (Χρυσόθεμις). Todos estos textos son reflexiones acerca de temas esenciales como la vejez, la muerte y el amor, los cuales se inscriben dentro de las tensiones dialécticas entre exigencias individuales y compromisos colectivos. Todos estos monólogos dramáticos fueron recopilados en un volumen con el nombre de Cuarta Dimensión (Τέταρτη διάσταση, Tétarti Diástasi) (1972).
En 1974, cae la Dictadura de los Coroneles y Ritsos es libre definitivamente.

### Últimos años

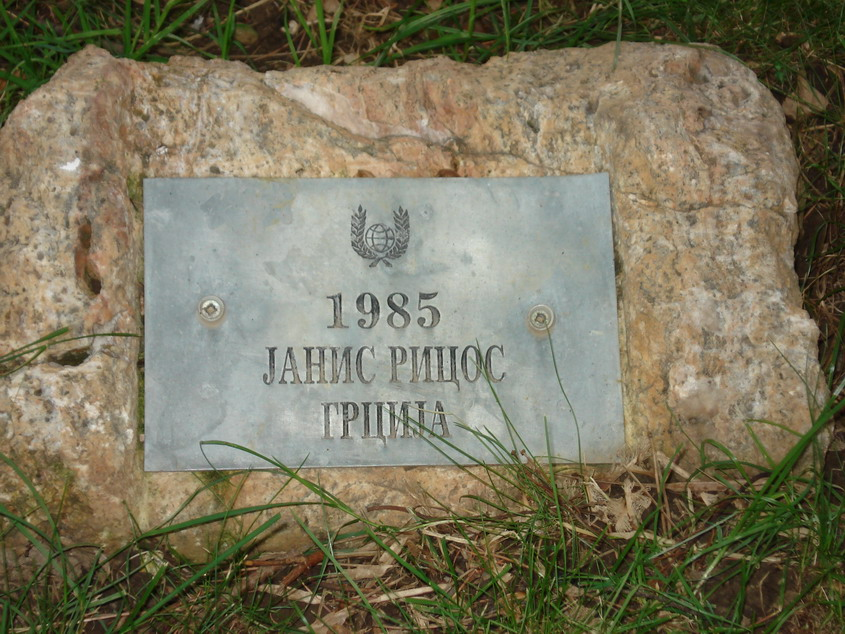
Placa en homenaje a Ritsos en las Veladas Poéticas de Struga, Macedonia del Norte, en 1985.

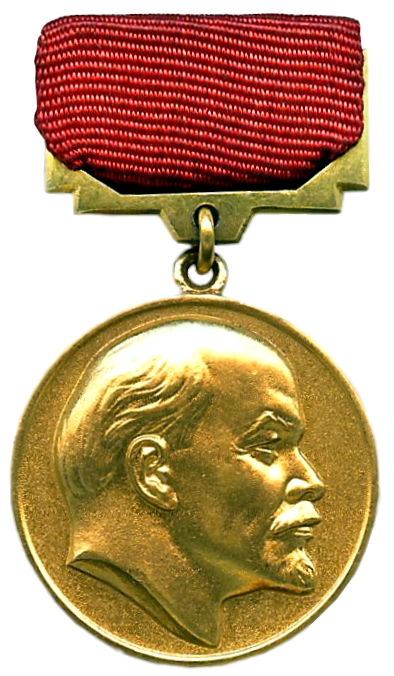
En 1977, Ritsos recibe el Premio Lenin

En 1977 recibió el Premio Lenin de la Paz, siendo uno de los dos griegos, junto con Costa-Gavras, en recibir el equivalente soviético del occidental Nobel, del cual, a pesar de estar muchas veces nominado, jamás pudo alcanzar, a diferencia de Elytis y Séferis.
Durante la Transición,  el poeta añadirá a su rica producción poética la publicación de novelas, unidas bajo el título común de “Iconostasio de los Santos Anónimos” (1983-85). Su último libro fue “Tarde en la noche” (1987-1989), que destila tristeza, conciencia de pérdida, pero también una gran esperanza en la creatividad y en la vida, siendo considerado una forma de la premonición de su muerte.
Finalmente, fallece en Atenas el 12 de noviembre de 1990.

## Obra traducida
- Antología: 1936-1971, trad. Dimitri Papagueorguiu (Barcelona: Plaza & Janés, 1979)
- Grecidad y otros poemas (Ρωμιοσύνη, 1966), trad. Heleni Perdikidi (Madrid: Visor, 1979)
- Poemas, trad. Luis de Cañigral (Ciudad Real: Museo de Ciudad Real, 1983)
- Repeticiones; 12 poemas para Cavafis (Επαναλήψεις, 1972; 12 ποιήματα για τον Καβάφη, 1963), trad. Luis de Cañigral (Gijón: Ediciones Noega, 1983)
- Himno y llanto por Chipre (Υμνος και θρήνος για την Κύπρο, 1974), trad. Pedro Bádenas de la Peña (Madrid: Asociación Cultural Hispano-Helénica, 1985)
- Grecitat (Ρωμιοσύνη, 1966), trad. Jesús Cabezas y Rubén Montañés (Valencia, 1992)
- La olla ahumada (Καπνισμένο τσουκάλι, 1974), trad. Luis de Cañigral (Ciudad Real: Museo de Ciudad Real, 1982)
- De papel (Χάρτινα, 1974), trad. Coloma Chamorro, Javier Lentini y Dimitri Papagueorguiu (Barcelona: Lumen, 1996)
- De l'acrita al patriota: les «Divuit cançons de la pàtria amarga» (18 Λιανοτράγουδα της Πικρής Πατρίδας, 1973), trad. Eusebi Ayensa (Barcelona: Reial Acadèmia de Bones Lletres, 2003)
- Paréntesis: Testimonios I (Μαρτυρίες Α, 1963), trad. Román Bermejo López-Muñiz (Barcelona: Icaria, 2005)
- Fedra (Φαίδρα, 1978), trad. Selma Ancira (Barcelona: Acantilado, 2007)
- Testimonios II y III (Μαρτυρίες Β, 1966), trad. Román Bermejo López-Muñiz (Barcelona: Icaria, 2007)
- Sonata del claro de luna (Η σονάτα του σεληνόφωτος, 1956), trad. Selma Ancira (Barcelona: Acantilado, 2007)
- Áyax (Αίας, 1969), trad. Selma Ancira (Barcelona: Acantilado, 2008)
- La casa muerta (Το νεκρό σπίτι, 1962), trad. Selma Ancira (Barcelona: Acantilado, 2009)
- Crisótemis (Χρυσόθεμις, 1972), trad. Selma Ancira (Barcelona: Acantilado, 2011)
- Ismene (Ισμήνη, 1972), trad. Selma Ancira (Barcelona: Acantilado, 2012)
- Epitafio; Dieciocho cantares de la patria amarga (Επιτάφιος; 18 Λιανοτράγουδα της Πικρής Πατρίδας, 1936; 1973), trad. Juan José Tejero; versión Manuel García (Sevilla: Point de Lunettes, 2012)
- Romiosyne; La señora de las viñas (Ρωμιοσύνη; Η Κυρά των Αμπελιών, 1966; 1975), trad. Juan José Tejero (Valencia: Pre-Textos, 2014)
- Orestes (Ορέστης, 1966), trad. Selma Ancira (Barcelona: Acantilado, 2015)
- Agamenón (Αγαμέμνων, 1970), trad. Selma Ancira (Barcelona: Acantilado, 2018)
- Helena (Η Ελένη, 1972), trad. Selma Ancira (Barcelona: Acantilado, 2022)
- Sueño de un mediodía de verano (Όνειρο καλοκαιρινού μεσημεριού, 1980), trad. Selma Ancira (Barcelona Acantilado, 2023)